# Maurice Chevalier
Maurice Auguste Chevalier (Parigi, 12 settembre 1888 – Parigi, 1º gennaio 1972) è stato un attore e cantante francese, celebre interprete di musical cinematografici negli anni venti e trenta e poi, dopo la seconda guerra mondiale, negli anni cinquanta e la prima metà dei sessanta.

## Biografia
Ultimo dei tre figli di Victor Chevalier (1854-1931), pittore e costruttore, e di Joséphine Van Den Bossche (1852-1929). Aveva due fratelli maggiori: Charles (1877-1938) e Paul (1884-1969). 
Debuttò nei caf'conc' (caffè concerto) di Ménilmuche (Ménilmontant) alla fine del XIX secolo. Fu dopo la sua partecipazione alla Prima guerra mondiale che la celebre Mistinguett, con la quale ebbe una decennale relazione, lo scoprì e lo fece diventare suo partner. Da quel momento in poi, impersonò il personaggio di un dandy frivolo che parla con accento suburbano che riesce a mantenere anche parlando perfettamente inglese. Il fonografo riportò i successi conseguiti sulla scena con varie riviste ed operette. Valentine e Dans la vie faut pas s'en faire sono alcuni dei trionfi degli anni venti.
Dal 1928 cominciò la carriera cinematografica a Hollywood, che lo tenne lontano dalla Francia fino al 1935. Di quel periodo si può citare la versione francese ed inglese di La vedova allegra di Ernst Lubitsch, girato nel 1934. Al suo ritorno in Francia si registrano dei nuovi successi musicali: Prosper (1935), Ma Pomme (1936), Y a d'la joie (1938) e la Marche de Ménilmontant (1941).
Simbolo della riuscita di un ragazzo di origini popolari, Maurice Chevalier garantisce con un candido buonumore il quieto vivere. Anche durante l'occupazione, cercò di mantenere un'apparente normalità. Questo tuttavia gli costò un calo della popolarità al momento della liberazione.
Rapidamente tornò al successo negli anni sessanta con un genere inaspettato: il twist (Avec mon canotier).
Della seconda metà della sua carriera cinematografica, sono da ricordare le sue apparizioni sotto la regia di René Clair ne Il silenzio è d'oro (1947) e di Billy Wilder in Arianna (1957), il film musicale Gigi (1958) di Vincente Minnelli, e la sua partecipazione al rifacimento americano della trilogia di Marcel Pagnol: Fanny (1961) di Joshua Logan, nel quale interpretò il ruolo di Panisse.
Nel 1968 diede l'addio alle scene, e morì nel 1972, all'età di 83 anni. Fu sepolto al Cimetière nouveau di Marnes-la-Coquette (Hauts-de-Seine).

## Filmografia

Jeanette MacDonald e Maurice Chevalier ne Il principe consorte

Jeanette MacDonald e Maurice Chevalier in Amami stanotte

- Trop crédules, regia di Jean Durand (1908)
- Une mariée qui se fait attendre (1911)
- Par habitude (1911)
- La Mariée récalcitrante (1911)
- Une bougie récalcitrante (1912)
- La Valse renversante (1914)
- Une soirée mondaine (1917)
- Le Mauvais garçon (1922)
- Gonzague (1922)
- Par habitude (1923)
- L'Affaire de la rue de Lourcine (La Chanson de Paris) (1923)
- Parade d'amour (Innocents of Paris)  (1929)
- Il principe consorte (The Love Parade), regia di Ernst Lubitsch (1929)
- Paramount en parade, regia di Charles de Rochefort (1930)
- La conquista dell'America (The Big Pond), regia di Hobart Henley (1930)
- La Grande mare, regia di Hobart Henley (1930)
- Piccolo caffè (Playboy of Paris) (versioni inglese e francese) (1930)
- L'allegro tenente (The Smiling Lieutenant), regia di Ernst Lubitsch (1931)
- Le Lieutenant souriant, regia di Ernst Lubitsch (1931)
- Un'ora d'amore (One Hour with You), regia di Ernst Lubitsch e George Cukor (1931)
- Une heure près de toi, regia di Ernst Lubitsch e George Cukor (1931)
- Amami stanotte (Love Me Tonight), regia di Rouben Mamoulian (1932)
- La maniera di amare (The Way to Love), regia di Norman Taurog (1933)
- Papà cerca moglie (A Bedtime Story), regia di Norman Taurog (1933)
- La vedova allegra (The Merry Widow), regia di Ernst Lubitsch (1934)
- Folies Bergère de Paris, regia di Roy Del Ruth (1935)
- Folies-Bergère, regia di Marcel Achard e Roy Del Ruth (1935)
- L'amato vagabondo (The Beloved Vagabond), regia di Curtis Bernhardt (1936)
- Sorridete con me (Avec le sourire), regia di Maurice Tourneur (1936)
- Le Vagabond bien-aimé, regia di Curtis Bernhardt (1937)
- L'uomo del giorno (L'Homme du jour), regia di Julien Duvivier (1937)
- Vogliamo la celebrità (Break the News), regia di René Clair (1938)
- L'imboscata (Pièges), regia di Robert Siodmak (1939)
- Il silenzio è d'oro (Le Silence est d'or), regia di René Clair (1947)
- Il re dei cuori (Le Roi), regia di Marc-Gilbert Sauvajon (1949)
- Vagabondo milionario (Ma pomme), regia di Marc-Gilbert Sauvajon (1950)
- Cento anni d'amore (episodio Amore '54), regia di Lionello De Felice (1954)
- I sette peccati di papà (J'avais sept filles), regia di Jean Boyer (1954)
- The Heart of Show Business, regia di Ralph Staub (1957)
- Arianna (Love in the Afternoon), regia di Billy Wilder (1957)
- Gigi, regia di Vincente Minnelli (1958)
- Il marito latino (Count Your Blessings), regia di Jean Negulesco (1959)
- Can Can, regia di Walter Lang (1960)
- Olympia (A Breath of Scandal), regia di Michael Curtiz (1960)
- Pepe, regia di George Sidney (1960)
- Fanny, regia di Joshua Logan (1961)
- 1-2-3-4 ou Les Collants noirs, regia di Terence Young (1961)
- I figli del capitano Grant (In Search of the Castaways), regia di Robert Stevenson (1962)
- Jessica, regia di Jean Negulesco (1962)
- Il mio amore con Samantha (A New Kind of Love), regia di Melville Shavelson (1963)
- Panic Button... Operazione fisco! (Panic Button), regia di George Sherman, Giuliano Carnimeo (1964)
- Vorrei non essere ricca! (I'd Rather Be Rich), regia di Jack Smight (1964)
- Le interviste verità, episodio di L'amore e la chance (La chance et l'amour), regia di Claude Chabrol (1964) - come se stesso
- Scimmie, tornatevene a casa (Monkeys, Go Home!), regia di Andrew V. McLaglen (1967)
- Gli Aristogatti (1970)

### Film e documentari su Maurice Chevalier
- Le dee dell'amore (The Love Goddesses) documentario di Saul J. Turell - filmati di repertorio (1965)

Nel film Monkey Business - Quattro folli in alto mare (1931), la sua fotografia appare sul passaporto dei Fratelli Marx, protagonisti della pellicola.

## Riconoscimenti
- Premio Oscar
  - 1930 (novembre) – Candidatura al miglior attore per Il principe consorte e La conquista dell'America
  - 1959 – Oscar onorario

- Golden Globe
  - 1958 – Candidatura al miglior attore in un film commedia o musicale per Arianna
  - 1959 – Golden Globe alla carriera
  - 1959 – Candidatura al miglior attore in un film commedia o musicale per Gigi
  - 1962 – Candidatura al miglior attore in un film drammatico per Fanny

- Grammy Award
  - 1971 – Candidatura alla miglior registrazione per bambini per Gli Aristogatti

## Doppiatori italiani
- Augusto Marcacci in Il silenzio è d'oro, Cento anni d'amore, Arianna, Gigi, Can-Can, Olympia
- Giorgio Capecchi in I figli del capitano Grant, Panic Button... Operazione fisco, Vorrei non essere ricca!
- Carlo Romano in Il mio amore con Samantha
- Alberto Lionello in Amami stanotte (ridoppiaggio)[1]
- Dante Biagioni I sette peccati di papà (ridoppiaggio)[2]
- Pino Locchi in Scimmie, tornatevene a casa (doppiaggio tardivo)